# Copa Libertadores 1967
La Copa Libertadores 1967 fue la octava edición del torneo de clubes más importante de América del Sur, organizado por la Conmebol. Participaron equipos de diez países sudamericanos: Argentina, Bolivia, Brasil, Chile, Colombia, Ecuador, Paraguay, Perú, Uruguay y Venezuela.
Racing Club de Argentina se coronó campeón de esta edición tras derrotar por un global de 2–1 a Nacional de Uruguay en la final, obteniendo así su primer título (y hasta la fecha, único) en la competición. Por ello, jugó la Copa Intercontinental 1967 contra Celtic de Escocia y se clasificó automáticamente a las semifinales de la Copa Libertadores 1968. Además, su consagración le permitió participar en varias ediciones de la Supercopa Sudamericana, torneo reservado para los campeones de la Copa Libertadores.
Racing Club, al disputar 20 partidos para ser campeón, obtuvo el récord de ganar la Copa Libertadores más extensa de la historia y además habiendo sumado 32 puntos bajo el antiguo sistema de puntuación (2 puntos por victoria y 1 por empate, hoy serían 46 puntos en total) es el campeón con mayor puntuación en una edición de la Copa.

## Formato
El campeón vigente accedió de manera directa a las segunda fase, mientras que los 18 equipos restantes iniciaron la competición desde la primera. En ella, los clubes fueron divididos en tres grupos, conformados por 5, 6 y 7 equipos respectivamente, distribuidos de acuerdo a sus países de origen, de manera que de haber dos representantes de una misma asociación nacional, ambos debían caer indefectiblemente en la misma zona. Los dos primeros de cada grupo se unieron al campeón vigente en la segunda fase, en la cual se establecieron dos nuevas zonas, de 3 y 4 equipos, de las que se determinaron los dos finalistas.
|                           |                           | Equipos que entran en esta fase                                                                                        | Equipos que provienen de la fase anterior                                       |
| ------------------------- | ------------------------- | --- | ------------------------------------------------------------------------------- |
| Primera fase (18 equipos) | Primera fase (18 equipos) | - 2 equipos de Argentina, Bolivia, Chile, Colombia, Ecuador, Paraguay, Perú y Venezuela - 1 equipo de Brasil y Uruguay |                                                                                 |
| Segunda fase (7 equipos)  | Segunda fase (7 equipos)  | - El campeón de la Copa Libertadores 1966                                                                              | - 3 equipos primeros de la primera fase - 3 equipos segundos de la primera fase |
| Final (2 equipos)         | Final (2 equipos)         | | - 2 equipos primeros de la segunda fase                                         |

### Distribución
| Asociación                           | Cupos | Segunda fase | Primera fase |
| ------------------------------------ | ----- | ------------ | ------------ |
| Brasil                               | 1     |              | 1            |
| Argentina                            | 2     | 2            |              |
| Chile                                | 2     | 2            |              |
| Colombia                             | 2     | 2            |              |
| Bolivia                              | 2     | 2            |              |
| Ecuador                              | 2     | 2            |              |
| Paraguay                             | 2     | 2            |              |
| Perú                                 | 2     | 2            |              |
| Uruguay                              | 1     | 1            |              |
| Venezuela                            | 2     | 2            |              |
| Campeón de la Copa Libertadores 1966 | 1     | 1            |              |
| Fase anterior                        | –     | 6            |              |
| Total                                | 19    | 7            | 18           |

## Participantes
| País                                                     | Equipo                             | Vía de clasificación                                                                                   |
| -------------------------------------------------------- | ---------------------------------- | --- |
| Argentina 2 cupos                                        | Racing Club River Plate            | Campeón del Campeonato de Primera División 1966 Subcampeón del Campeonato de Primera División 1966     |
| Bolivia 2 cupos                                          | Bolívar 31 de Octubre              | Campeón del Campeonato de Primera División 1966 Subcampeón del Campeonato de Primera División 1966     |
| Brasil 1 cupo                                            | Cruzeiro                           | Campeón del Campeonato Brasileño de Fútbol 1966                                                        |
| Chile 2 cupos                                            | Universidad Católica Colo-Colo     | Campeón de la Primera División de Chile 1966 Subcampeón de la Primera División de Chile 1966           |
| Colombia 2 cupos                                         | Santa Fe Independiente Medellín    | Campeón del Campeonato Colombiano 1966 Subampeón del Campeonato Colombiano 1966                        |
| Ecuador 2 cupos                                          | Barcelona Emelec                   | Campeón del Campeonato Ecuatoriano de Fútbol 1966 Subcampeón del Campeonato Ecuatoriano de Fútbol 1966 |
| Paraguay 2 cupos                                         | Cerro Porteño Guaraní              | Campeón del Campeonato Paraguayo de Fútbol 1966 Subcampeón del Campeonato Paraguayo de Fútbol 1966     |
| Perú 2 cupos                                             | Universitario Sports Boys          | Campeón del Campeonato Descentralizado 1966 Subcampeón del Campeonato Descentralizado 1966             |
| Uruguay 1 cupo + campeón vigente de la Copa Libertadores | Peñarol Nacional                   | Campeón de la Copa Libertadores 1966 Campeón del Campeonato Uruguayo de Primera División 1966          |
| Venezuela 2 cupos                                        | Deportivo Italia Deportivo Galicia | Campeón de la Primera División de Venezuela 1966 Subcampeón de la Primera División de Venezuela 1966   |

### Distribución geográfica de los equipos
Distribución geográfica de las sedes de los equipos participantes:

## Primera fase
Peñarol, como campeón de la Copa Libertadores 1966, inició su participación desde la segunda fase. Los otros 18 equipos participantes se distribuyeron en 3 grupos, separados de acuerdo a sus países de origen, donde se enfrentaron todos contra todos. Los dos primeros de cada grupo pasaron a la segunda fase.

### Grupo 1
| Equipo            | Pts. | PJ | PG | PE | PP | GF | GC | DG  |
| ----------------- | ---- | -- | -- | -- | -- | -- | -- | --- |
| Cruzeiro          | 15   | 8  | 7  | 1  | 0  | 22 | 6  | 16  |
| Universitario     | 11   | 8  | 5  | 1  | 2  | 11 | 8  | 3   |
| Sport Boys        | 5    | 8  | 2  | 1  | 5  | 10 | 11 | –1  |
| Deportivo Galicia | 5    | 8  | 2  | 1  | 5  | 5  | 10 | –5  |
| Deportivo Italia  | 4    | 8  | 1  | 2  | 5  | 3  | 16 | –13 |

| \| Fecha \| Lugar \| Local \| Resultado \| Visitante \| \| ------------- \| -------------- \| ----------------- \| --------- \| ----------------- \| \| 11 de febrero \| Caracas \| Deportivo Italia \| 1:0 \| Deportivo Galicia \| \| 19 de febrero \| Caracas \| Deportivo Galicia \| 0:1 \| Cruzeiro \| \| 22 de febrero \| Caracas \| Deportivo Italia \| 0:3 \| Cruzeiro \| \| 4 de marzo \| Lima \| Universitario \| 1:0 \| Sport Boys \| \| 11 de marzo \| Caracas \| Deportivo Galicia \| 2:1 \| Sport Boys \| \| 11 de marzo \| Caracas \| Deportivo Italia \| 0:3 \| Universitario \| \| 15 de marzo \| Caracas \| Deportivo Italia \| 2:5 \| Sport Boys \| \| 15 de marzo \| Caracas \| Deportivo Galicia \| 2:0 \| Universitario \| \| 18 de marzo \| Belo Horizonte \| Cruzeiro \| 3:1 \| Deportivo Galicia \| \| 20 de marzo \| Belo Horizonte \| Cruzeiro \| 4:0 \| Deportivo Italia \| \| 25 de marzo \| Lima \| Universitario \| 2:0 \| Deportivo Galicia \| \| 25 de marzo \| Callao \| Sport Boys \| 0:0 \| Deportivo Italia \| \| 28 de marzo \| Lima \| Universitario \| 1:0 \| Deportivo Italia \| \| 28 de marzo \| Callao \| Sport Boys \| 2:0 \| Deportivo Galicia \| \| 19 de abril \| Caracas \| Deportivo Galicia \| 0:0 \| Deportivo Italia \| \| 28 de abril \| Belo Horizonte \| Cruzeiro \| 4:1 \| Universitario \| \| 1 de mayo \| Callao \| Sport Boys \| 1:2 \| Cruzeiro \| \| 3 de mayo \| Lima \| Universitario \| 2:2 \| Cruzeiro \| \| 10 de mayo \| Belo Horizonte \| Cruzeiro \| 3:1 \| Sport Boys \| \| 16 de mayo \| Callao \| Sport Boys \| 0:1 \| Universitario \| |                |                   |           |                   |
| Fecha | Lugar          | Local             | Resultado | Visitante         |
| 11 de febrero | Caracas        | Deportivo Italia  | 1:0       | Deportivo Galicia |
| 19 de febrero | Caracas        | Deportivo Galicia | 0:1       | Cruzeiro          |
| 22 de febrero | Caracas        | Deportivo Italia  | 0:3       | Cruzeiro          |
| 4 de marzo | Lima           | Universitario     | 1:0       | Sport Boys        |
| 11 de marzo | Caracas        | Deportivo Galicia | 2:1       | Sport Boys        |
| 11 de marzo | Caracas        | Deportivo Italia  | 0:3       | Universitario     |
| 15 de marzo | Caracas        | Deportivo Italia  | 2:5       | Sport Boys        |
| 15 de marzo | Caracas        | Deportivo Galicia | 2:0       | Universitario     |
| 18 de marzo | Belo Horizonte | Cruzeiro          | 3:1       | Deportivo Galicia |
| 20 de marzo | Belo Horizonte | Cruzeiro          | 4:0       | Deportivo Italia  |
| 25 de marzo | Lima           | Universitario     | 2:0       | Deportivo Galicia |
| 25 de marzo | Callao         | Sport Boys        | 0:0       | Deportivo Italia  |
| 28 de marzo | Lima           | Universitario     | 1:0       | Deportivo Italia  |
| 28 de marzo | Callao         | Sport Boys        | 2:0       | Deportivo Galicia |
| 19 de abril | Caracas        | Deportivo Galicia | 0:0       | Deportivo Italia  |
| 28 de abril | Belo Horizonte | Cruzeiro          | 4:1       | Universitario     |
| 1 de mayo | Callao         | Sport Boys        | 1:2       | Cruzeiro          |
| 3 de mayo | Lima           | Universitario     | 2:2       | Cruzeiro          |
| 10 de mayo | Belo Horizonte | Cruzeiro          | 3:1       | Sport Boys        |
| 16 de mayo | Callao         | Sport Boys        | 0:1       | Universitario     |

### Grupo 2
| Equipo                 | Pts. | PJ | PG | PE | PP | GF | GC | DG  |
| ---------------------- | ---- | -- | -- | -- | -- | -- | -- | --- |
| Racing Club            | 17   | 10 | 8  | 1  | 1  | 29 | 7  | 22  |
| River Plate            | 15   | 10 | 6  | 3  | 1  | 29 | 9  | 20  |
| Santa Fe               | 8    | 10 | 3  | 2  | 5  | 17 | 22 | –5  |
| Bolívar                | 8    | 10 | 2  | 4  | 4  | 11 | 21 | –10 |
| Independiente Medellín | 7    | 10 | 3  | 1  | 6  | 12 | 22 | –10 |
| 31 de Octubre          | 5    | 10 | 2  | 1  | 7  | 12 | 29 | –17 |

| \| Fecha \| Lugar \| Local \| Resultado \| Visitante \| \| ------------- \| ------------ \| ---------------------- \| --------- \| ---------------------- \| \| 19 de febrero \| Bogotá \| Santa Fe \| 2:0 \| Independiente Medellín \| \| 8 de marzo \| Avellaneda \| Racing Club \| 2:0 \| River Plate \| \| 12 de marzo \| La Paz \| Bolívar \| 1:0 \| 31 de Octubre \| \| 15 de marzo \| La Paz \| 31 de Octubre \| 3:0 \| Racing Club \| \| 19 de marzo \| La Paz \| Bolívar \| 3:3 \| River Plate \| \| 22 de marzo \| La Paz \| 31 de Octubre \| 0:4 \| River Plate \| \| 26 de marzo \| Medellín \| Independiente Medellín \| 0:2 \| Racing Club \| \| 29 de marzo \| Bogotá \| Santa Fe \| 1:2 \| Racing Club \| \| 2 de abril \| Bogotá \| Santa Fe \| 2:2 \| River Plate \| \| 5 de abril \| La Paz \| Bolívar \| 0:2 \| Racing Club \| \| 5 de abril \| Medellín \| Independiente Medellín \| 0:1 \| River Plate \| \| 18 de abril \| Buenos Aires \| River Plate \| 4:0 \| Santa Fe \| \| 18 de abril \| Buenos Aires \| Racing Club \| 5:2 \| Independiente Medellín \| \| 20 de abril \| Buenos Aires \| River Plate \| 6:2 \| Independiente Medellín \| \| 20 de abril \| Avellaneda \| Racing Club \| 4:1 \| Santa Fe \| \| 23 de abril \| La Paz \| Bolívar \| 1:1 \| Independiente Medellín \| \| 24 de abril \| La Paz \| 31 de Octubre \| 6:2 \| Santa Fe \| \| 26 de abril \| La Paz \| 31 de Octubre \| 1:2 \| Independiente Medellín \| \| 28 de abril \| La Paz \| Bolívar \| 2:2 \| Santa Fe \| \| 2 de mayo \| Buenos Aires \| River Plate \| 2:0 \| Bolívar \| \| 2 de mayo \| Avellaneda \| Racing Club \| 6:0 \| 31 de Octubre \| \| 4 de mayo \| Buenos Aires \| Racing Club \| 6:0 \| Bolívar \| \| 4 de mayo \| Buenos Aires \| River Plate \| 7:0 \| 31 de Octubre \| \| 7 de mayo \| Bogotá \| Santa Fe \| 2:0 \| 31 de Octubre \| \| 7 de mayo \| Medellín \| Independiente Medellín \| 2:0 \| Bolívar \| \| 10 de mayo \| Bogotá \| Santa Fe \| 1:2 \| Bolívar \| \| 10 de mayo \| Medellín \| Independiente Medellín \| 3:0 \| 31 de Octubre \| \| 11 de mayo \| Buenos Aires \| River Plate \| 0:0 \| Racing Club \| \| 14 de mayo \| La Paz \| 31 de Octubre \| 2:2 \| Bolívar \| \| 14 de mayo \| Medellín \| Independiente Medellín \| 0:4 \| Santa Fe \| |              |                        |           |                        |
| Fecha | Lugar        | Local                  | Resultado | Visitante              |
| 19 de febrero | Bogotá       | Santa Fe               | 2:0       | Independiente Medellín |
| 8 de marzo | Avellaneda   | Racing Club            | 2:0       | River Plate            |
| 12 de marzo | La Paz       | Bolívar                | 1:0       | 31 de Octubre          |
| 15 de marzo | La Paz       | 31 de Octubre          | 3:0       | Racing Club            |
| 19 de marzo | La Paz       | Bolívar                | 3:3       | River Plate            |
| 22 de marzo | La Paz       | 31 de Octubre          | 0:4       | River Plate            |
| 26 de marzo | Medellín     | Independiente Medellín | 0:2       | Racing Club            |
| 29 de marzo | Bogotá       | Santa Fe               | 1:2       | Racing Club            |
| 2 de abril | Bogotá       | Santa Fe               | 2:2       | River Plate            |
| 5 de abril | La Paz       | Bolívar                | 0:2       | Racing Club            |
| 5 de abril | Medellín     | Independiente Medellín | 0:1       | River Plate            |
| 18 de abril | Buenos Aires | River Plate            | 4:0       | Santa Fe               |
| 18 de abril | Buenos Aires | Racing Club            | 5:2       | Independiente Medellín |
| 20 de abril | Buenos Aires | River Plate            | 6:2       | Independiente Medellín |
| 20 de abril | Avellaneda   | Racing Club            | 4:1       | Santa Fe               |
| 23 de abril | La Paz       | Bolívar                | 1:1       | Independiente Medellín |
| 24 de abril | La Paz       | 31 de Octubre          | 6:2       | Santa Fe               |
| 26 de abril | La Paz       | 31 de Octubre          | 1:2       | Independiente Medellín |
| 28 de abril | La Paz       | Bolívar                | 2:2       | Santa Fe               |
| 2 de mayo | Buenos Aires | River Plate            | 2:0       | Bolívar                |
| 2 de mayo | Avellaneda   | Racing Club            | 6:0       | 31 de Octubre          |
| 4 de mayo | Buenos Aires | Racing Club            | 6:0       | Bolívar                |
| 4 de mayo | Buenos Aires | River Plate            | 7:0       | 31 de Octubre          |
| 7 de mayo | Bogotá       | Santa Fe               | 2:0       | 31 de Octubre          |
| 7 de mayo | Medellín     | Independiente Medellín | 2:0       | Bolívar                |
| 10 de mayo | Bogotá       | Santa Fe               | 1:2       | Bolívar                |
| 10 de mayo | Medellín     | Independiente Medellín | 3:0       | 31 de Octubre          |
| 11 de mayo | Buenos Aires | River Plate            | 0:0       | Racing Club            |
| 14 de mayo | La Paz       | 31 de Octubre          | 2:2       | Bolívar                |
| 14 de mayo | Medellín     | Independiente Medellín | 0:4       | Santa Fe               |

### Grupo 3
| Equipo               | Pts. | PJ | PG | PE | PP | GF | GC | DG  |
| -------------------- | ---- | -- | -- | -- | -- | -- | -- | --- |
| Nacional             | 19   | 12 | 9  | 1  | 2  | 34 | 12 | 22  |
| Colo-Colo            | 15   | 12 | 7  | 1  | 4  | 30 | 28 | 2   |
| Universidad Católica | 13   | 12 | 5  | 3  | 4  | 19 | 16 | 3   |
| Guaraní              | 10   | 12 | 4  | 2  | 6  | 18 | 15 | 3   |
| Emelec               | 9    | 12 | 4  | 1  | 7  | 16 | 24 | –8  |
| Barcelona            | 9    | 12 | 4  | 1  | 7  | 14 | 24 | –10 |
| Cerro Porteño        | 9    | 12 | 4  | 1  | 7  | 14 | 26 | –12 |

| \| Fecha \| Lugar \| Local \| Resultado \| Visitante \| \| ------------- \| ---------- \| -------------------- \| --------- \| -------------------- \| \| 12 de febrero \| Guayaquil \| Emelec \| 3:0 \| Barcelona \| \| 22 de febrero \| Guayaquil \| Emelec \| 1:4 \| Nacional \| \| 26 de febrero \| Guayaquil \| Barcelona \| 2:1 \| Nacional \| \| 26 de febrero \| Asunción \| Cerro Porteño \| 1:0 \| Guaraní \| \| 4 de marzo \| Santiago \| Universidad Católica \| 5:2 \| Colo-Colo \| \| 5 de marzo \| Guayaquil \| Emelec \| 2:1 \| Cerro Porteño \| \| 5 de marzo \| Guayaquil \| Barcelona \| 2:1 \| Guaraní \| \| 9 de marzo \| Guayaquil \| Emelec \| 0:2 \| Guaraní \| \| 9 de marzo \| Guayaquil \| Barcelona \| 1:2 \| Cerro Porteño \| \| 14 de marzo \| Montevideo \| Nacional \| 3:0 \| Emelec \| \| 14 de marzo \| Santiago \| Colo-Colo \| 5:1 \| Cerro Porteño \| \| 14 de marzo \| Santiago \| Universidad Católica \| 1:1 \| Guaraní \| \| 17 de marzo \| Montevideo \| Nacional \| 2:0 \| Barcelona \| \| 18 de marzo \| Santiago \| Colo-Colo \| 1:0 \| Guaraní \| \| 18 de marzo \| Santiago \| Universidad Católica \| 3:1 \| Cerro Porteño \| \| 22 de marzo \| Santiago \| Universidad Católica \| 1:2 \| Emelec \| \| 22 de marzo \| Santiago \| Colo-Colo \| 3:2 \| Barcelona \| \| 25 de marzo \| Santiago \| Colo-Colo \| 3:2 \| Emelec \| \| 25 de marzo \| Santiago \| Universidad Católica \| 3:1 \| Barcelona \| \| 2 de abril \| Asunción \| Guaraní \| 4:1 \| Barcelona \| \| 3 de abril \| Asunción \| Cerro Porteño \| 1:1 \| Emelec \| \| 5 de abril \| Santiago \| Colo-Colo \| 3:2 \| Nacional \| \| 5 de abril \| Asunción \| Guaraní \| 3:0 \| Emelec \| \| 5 de abril \| Asunción \| Cerro Porteño \| 1:2 \| Barcelona \| \| 9 de abril \| Montevideo \| Nacional \| 5:2 \| Colo-Colo \| \| 12 de abril \| Montevideo \| Nacional \| 0:0 \| Universidad Católica \| \| 16 de abril \| Asunción \| Cerro Porteño \| 0:1 \| Colo-Colo \| \| 16 de abril \| Asunción \| Guaraní \| 1:1 \| Universidad Católica \| \| 19 de abril \| Asunción \| Guaraní \| 4:2 \| Colo-Colo \| \| 19 de abril \| Asunción \| Cerro Porteño \| 1:0 \| Universidad Católica \| \| 23 de abril \| Montevideo \| Nacional \| 3:1 \| Guaraní \| \| 23 de abril \| Guayaquil \| Barcelona \| 1:1 \| Colo-Colo \| \| 23 de abril \| Guayaquil \| Emelec \| 0:1 \| Universidad Católica \| \| 26 de abril \| Guayaquil \| Barcelona \| 0:2 \| Universidad Católica \| \| 26 de abril \| Guayaquil \| Emelec \| 4:3 \| Colo-Colo \| \| 27 de abril \| Montevideo \| Nacional \| 6:2 \| Cerro Porteño \| \| 30 de abril \| Asunción \| Guaraní \| 0:1 \| Nacional \| \| 7 de mayo \| Asunción \| Cerro Porteño \| 1:4 \| Nacional \| \| 8 de mayo \| Guayaquil \| Barcelona \| 2:1 \| Emelec \| \| 10 de mayo \| Santiago \| Universidad Católica \| 0:3 \| Nacional \| \| 15 de mayo \| Asunción \| Guaraní \| 1:2 \| Cerro Porteño \| \| 17 de mayo \| Santiago \| Colo-Colo \| 4:2 \| Universidad Católica \| |            |                      |           |                      |
| Fecha | Lugar      | Local                | Resultado | Visitante            |
| 12 de febrero | Guayaquil  | Emelec               | 3:0       | Barcelona            |
| 22 de febrero | Guayaquil  | Emelec               | 1:4       | Nacional             |
| 26 de febrero | Guayaquil  | Barcelona            | 2:1       | Nacional             |
| 26 de febrero | Asunción   | Cerro Porteño        | 1:0       | Guaraní              |
| 4 de marzo | Santiago   | Universidad Católica | 5:2       | Colo-Colo            |
| 5 de marzo | Guayaquil  | Emelec               | 2:1       | Cerro Porteño        |
| 5 de marzo | Guayaquil  | Barcelona            | 2:1       | Guaraní              |
| 9 de marzo | Guayaquil  | Emelec               | 0:2       | Guaraní              |
| 9 de marzo | Guayaquil  | Barcelona            | 1:2       | Cerro Porteño        |
| 14 de marzo | Montevideo | Nacional             | 3:0       | Emelec               |
| 14 de marzo | Santiago   | Colo-Colo            | 5:1       | Cerro Porteño        |
| 14 de marzo | Santiago   | Universidad Católica | 1:1       | Guaraní              |
| 17 de marzo | Montevideo | Nacional             | 2:0       | Barcelona            |
| 18 de marzo | Santiago   | Colo-Colo            | 1:0       | Guaraní              |
| 18 de marzo | Santiago   | Universidad Católica | 3:1       | Cerro Porteño        |
| 22 de marzo | Santiago   | Universidad Católica | 1:2       | Emelec               |
| 22 de marzo | Santiago   | Colo-Colo            | 3:2       | Barcelona            |
| 25 de marzo | Santiago   | Colo-Colo            | 3:2       | Emelec               |
| 25 de marzo | Santiago   | Universidad Católica | 3:1       | Barcelona            |
| 2 de abril | Asunción   | Guaraní              | 4:1       | Barcelona            |
| 3 de abril | Asunción   | Cerro Porteño        | 1:1       | Emelec               |
| 5 de abril | Santiago   | Colo-Colo            | 3:2       | Nacional             |
| 5 de abril | Asunción   | Guaraní              | 3:0       | Emelec               |
| 5 de abril | Asunción   | Cerro Porteño        | 1:2       | Barcelona            |
| 9 de abril | Montevideo | Nacional             | 5:2       | Colo-Colo            |
| 12 de abril | Montevideo | Nacional             | 0:0       | Universidad Católica |
| 16 de abril | Asunción   | Cerro Porteño        | 0:1       | Colo-Colo            |
| 16 de abril | Asunción   | Guaraní              | 1:1       | Universidad Católica |
| 19 de abril | Asunción   | Guaraní              | 4:2       | Colo-Colo            |
| 19 de abril | Asunción   | Cerro Porteño        | 1:0       | Universidad Católica |
| 23 de abril | Montevideo | Nacional             | 3:1       | Guaraní              |
| 23 de abril | Guayaquil  | Barcelona            | 1:1       | Colo-Colo            |
| 23 de abril | Guayaquil  | Emelec               | 0:1       | Universidad Católica |
| 26 de abril | Guayaquil  | Barcelona            | 0:2       | Universidad Católica |
| 26 de abril | Guayaquil  | Emelec               | 4:3       | Colo-Colo            |
| 27 de abril | Montevideo | Nacional             | 6:2       | Cerro Porteño        |
| 30 de abril | Asunción   | Guaraní              | 0:1       | Nacional             |
| 7 de mayo | Asunción   | Cerro Porteño        | 1:4       | Nacional             |
| 8 de mayo | Guayaquil  | Barcelona            | 2:1       | Emelec               |
| 10 de mayo | Santiago   | Universidad Católica | 0:3       | Nacional             |
| 15 de mayo | Asunción   | Guaraní              | 1:2       | Cerro Porteño        |
| 17 de mayo | Santiago   | Colo-Colo            | 4:2       | Universidad Católica |

## Segunda fase
A los seis clasificados de la primera fase se les sumó Peñarol de Uruguay, campeón de la Copa Libertadores 1966. Los 7 participantes se distribuyeron en 2 nuevos grupos, de 4 y 3 equipos, donde volvieron a enfrentarse bajo el mismo sistema de la instancia anterior. El ganador de cada zona enfrentó al de la otra en la final.

### Grupo A
| Equipo        | Pts. | PJ | PG | PE | PP | GF | GC | DG |
| ------------- | ---- | -- | -- | -- | -- | -- | -- | -- |
| Racing Club   | 9    | 6  | 4  | 1  | 1  | 11 | 5  | 6  |
| Universitario | 9    | 6  | 4  | 1  | 1  | 10 | 5  | 5  |
| River Plate   | 3    | 6  | 0  | 3  | 3  | 4  | 8  | –4 |
| Colo-Colo     | 3    | 6  | 1  | 1  | 4  | 3  | 10 | –7 |

| \| Fecha \| Lugar \| Local \| Resultado \| Visitante \| \| ----------- \| ------------ \| ------------- \| --------- \| ------------- \| \| 31 de mayo \| Lima \| Universitario \| 3:0 \| Colo-Colo \| \| 1 de junio \| Buenos Aires \| River Plate \| 0:0 \| Racing Club \| \| 7 de junio \| Santiago \| Colo-Colo \| 1:0 \| River Plate \| \| 7 de junio \| Lima \| Universitario \| 1:2 \| Racing Club \| \| 13 de junio \| Buenos Aires \| River Plate \| 0:1 \| Universitario \| \| 15 de junio \| Avellaneda \| Racing Club \| 1:2 \| Universitario \| \| 22 de junio \| Santiago \| Colo-Colo \| 0:2 \| Racing Club \| \| 28 de junio \| Avellaneda \| Racing Club \| 3:1 \| Colo-Colo \| \| 29 de junio \| Lima \| Universitario \| 2:2 \| River Plate \| \| 5 de julio \| Buenos Aires \| River Plate \| 1:1 \| Colo-Colo \| \| 12 de julio \| Santiago \| Colo-Colo \| 0:1 \| Universitario \| \| 12 de julio \| Avellaneda \| Racing Club \| 3:1 \| River Plate \| |              |               |           |               |
| Fecha | Lugar        | Local         | Resultado | Visitante     |
| 31 de mayo | Lima         | Universitario | 3:0       | Colo-Colo     |
| 1 de junio | Buenos Aires | River Plate   | 0:0       | Racing Club   |
| 7 de junio | Santiago     | Colo-Colo     | 1:0       | River Plate   |
| 7 de junio | Lima         | Universitario | 1:2       | Racing Club   |
| 13 de junio | Buenos Aires | River Plate   | 0:1       | Universitario |
| 15 de junio | Avellaneda   | Racing Club   | 1:2       | Universitario |
| 22 de junio | Santiago     | Colo-Colo     | 0:2       | Racing Club   |
| 28 de junio | Avellaneda   | Racing Club   | 3:1       | Colo-Colo     |
| 29 de junio | Lima         | Universitario | 2:2       | River Plate   |
| 5 de julio | Buenos Aires | River Plate   | 1:1       | Colo-Colo     |
| 12 de julio | Santiago     | Colo-Colo     | 0:1       | Universitario |
| 12 de julio | Avellaneda   | Racing Club   | 3:1       | River Plate   |

Partido desempate
En este grupo Semifinal, Universitario de Deportes y Racing Club empataron en puntos, por lo que jugaron una llave de desempate a 1 solo partido el cual ganó Racing Club
| Fecha       | Lugar    |             | Resultado |               |
| ----------- | -------- | ----------- | --------- | ------------- |
| 18 de julio | Santiago | Racing Club | 2:1       | Universitario |

### Grupo B
| Equipo   | Pts. | PJ | PG | PE | PP | GF | GC | DG |
| -------- | ---- | -- | -- | -- | -- | -- | -- | -- |
| Nacional | 5    | 4  | 2  | 1  | 1  | 6  | 4  | 2  |
| Cruzeiro | 4    | 4  | 2  | 0  | 2  | 5  | 6  | –1 |
| Peñarol  | 3    | 4  | 1  | 1  | 2  | 5  | 6  | –1 |

| \| Fecha \| Lugar \| Local \| Resultado \| Visitante \| \| ----------- \| -------------- \| -------- \| --------- \| --------- \| \| 11 de junio \| Montevideo \| Peñarol \| 0:1 \| Nacional \| \| 14 de junio \| Belo Horizonte \| Cruzeiro \| 2:1 \| Nacional \| \| 18 de junio \| Belo Horizonte \| Cruzeiro \| 1:0 \| Peñarol \| \| 5 de julio \| Montevideo \| Peñarol \| 3:2 \| Cruzeiro \| \| 8 de julio \| Montevideo \| Nacional \| 2:0 \| Cruzeiro \| \| 16 de julio \| Montevideo \| Nacional \| 2:2 \| Peñarol \| |                |          |           |           |
| Fecha | Lugar          | Local    | Resultado | Visitante |
| 11 de junio | Montevideo     | Peñarol  | 0:1       | Nacional  |
| 14 de junio | Belo Horizonte | Cruzeiro | 2:1       | Nacional  |
| 18 de junio | Belo Horizonte | Cruzeiro | 1:0       | Peñarol   |
| 5 de julio | Montevideo     | Peñarol  | 3:2       | Cruzeiro  |
| 8 de julio | Montevideo     | Nacional | 2:0       | Cruzeiro  |
| 16 de julio | Montevideo     | Nacional | 2:2       | Peñarol   |

## Final
| Ida; 15 de agosto, 15:00 (UTC-3) | Racing Club | 0:0     | Nacional | Estadio El Cilindro, Avellaneda                          |                                                          |
|                                  |             | Reporte |          | Asistencia: 99 148 espectadores Árbitro(s): César Orozco | Asistencia: 99 148 espectadores Árbitro(s): César Orozco |

| Vuelta; 25 de agosto, 15:30 (UTC-3) | Nacional | 0:0     | Racing Club | Estadio Centenario, Montevideo                           |                                                          |
|                                     |          | Reporte |             | Asistencia: 60 000 espectadores Árbitro(s): César Orozco | Asistencia: 60 000 espectadores Árbitro(s): César Orozco |

| Desempate; 29 de agosto, 19:00 (UTC-3) | Nacional  | 1:2 (0:2) | Racing Club             | Estadio Nacional, Santiago                                       |                                                                  |
|                                        | Viera 79' | Reporte   | Cardoso 14' · Raffo 43' | Asistencia: 50 000 espectadores Árbitro(s): Rodolfo Pérez Osorio | Asistencia: 50 000 espectadores Árbitro(s): Rodolfo Pérez Osorio |

|                                 |
| Campeón Racing Club 1.er título |

## Estadísticas

### Goleadores
| Jugador          | Club        | Goles | Part. |
| ---------------- | ----------- | ----- | ----- |
| Norberto Raffo   | Racing Club | 14    | 17    |
| Célio            | Nacional    | 12    | 18    |
| Francisco Valdés | Colo-Colo   | 9     | 16    |
| Héctor Gauna     | Emelec      | 8     | 12    |